# Varanus bushi
Il varano del Pilbara (Varanus bushi Aplin et al., 2006), o varano di Bush, è una specie della famiglia dei Varanidi scoperta recentemente. Deve il nome al naturalista ed erpetologo Brian Bush e appartiene al sottogenere Odatria.

## Descrizione
Nell'aspetto il varano del Pilbara ricorda più di qualsiasi altra specie il varano dalla coda striata e il varano della mulga pigmeo. Tuttavia, si differenzia da questi per alcune caratteristiche morfologiche e genetiche. Raggiunge solo 35 cm di lunghezza.

## Distribuzione e habitat
Come si intuisce dal nome, questa specie vive nel Pilbara, una regione dell'Australia Occidentale.

## Biologia
I dettagli inerenti al comportamento di questa specie sono in gran parte sconosciuti.